# گرفهم، کمبریج‌شر
گرفهم (به انگلیسی: Grafham) یک روستا و محله مدنی در بریتانیا است که در هانتینگدونشر واقع شده‌است. گرفهم ۶۳۰ نفر جمعیت دارد.